# Alone With You
Alone with You är ett musikalbum av jazzsångerskan Rigmor Gustafsson tillsammans med musikerna Jonas Östholm, Max Schultz, Lars Danielsson och Eric Hartland och är från 2007. Skivan innehåller sånger skrivna av Rigmor Gustafsson.

## Låtlista
Alla musik och alla texter är skrivna av Rigmor Gustafsson om inte annat anges.
1. In My World – 4:15
2. Voodoo Skills (Rigmor Gustafsson/Lina Nyberg) – 4:31
3. Still – 4:24
4. Special Effects – 2:56
5. Joy to Me (Rigmor Gustafsson/Sofia Pettersson) – 3:36
6. You Don't Have to Worry – 3:54
7. Will Our Love Be There – 5:01
8. Nothing's Better Than Love – 5:25
9. Medan du väntar (Rigmor Gustafsson/David Shutrick) – 3:33
10. Don't Do It in Here – 3:09
11. It's All There – 4:32
12. On Higher Ground (Rigmor Gustafsson/Dave Castle) – 6:06
13. Alone with You – 4:33

## Medverkande
- Rigmor Gustafsson – sång
- Jonas Östholm – piano, orgel
- Max Schultz – gitarr
- Lars Danielsson – bas
- Eric Hartland – trummor, slagverk

## Listplacering
| Lista (2007) | Topplacering |
| ------------ | ------------ |
| Sverige      | 15           |

### Fotnoter
1. ↑  Svensk mediedatabas
2. ↑  ”Listplacering”. http://hitparad.se/showitem.asp?interpret=Rigmor+Gustafsson&titel=Alone+With+You&cat=a. Läst 21 augusti 2011.